# 花いちもんめ (映画)
『花いちもんめ。』は、1985年に公開された東映製作配給の日本映画。第9回日本アカデミー賞最優秀作品賞受賞。また千秋実もこの作品においての演技で、第28回ブルーリボン賞 主演男優賞、第9回日本アカデミー賞 最優秀主演男優賞、第31回アジア太平洋映画祭 主演男優賞を受賞した。
キャッチコピーは「ボケて悔しい花いちもんめ」「おじいちゃんが壊れていく。家族の戦争がはじまる」。

## あらすじ
アルツハイマーと診断された元教授の義父を引き取ることにした主婦。日々の介護をきっかけに、家族が様々な問題を乗り越えつつも絆を深めていく。

## スタッフ
- 監督：伊藤俊也
- プロデューサー：奈村協、中山正久
- 脚本：松田寛夫 - 第9回日本アカデミー賞最優秀脚本賞受賞
- 企画：日下部五朗
- 撮影：井口勇
- 音楽：池辺晋一郎
- 美術：山下謙爾、小林勝美
- 編集：市田勇
- 録音：栗山日出登
- スクリプター：大木茂、西村健
- 助監督：土橋亨
- 照明：増田悦章[3]

## 出演
- 千秋実（鷹野冬吉）
- 加藤治子 妻（鷹野菊代）
- 西郷輝彦 息子（鷹野治雄）
- 二宮さよ子 長女（鷹野光恵）
- 十朱幸代 嫁（鷹野桂子）
- 長谷川真弓 孫娘（鷹野里美）
- 岩渕健 孫息子（鷹野豊）
- 野川由美子 小姑（金子信恵）
- 中田喜子（飯塚友子）
- 岸部一徳（石本義和）
- 内藤武敏（館長）
- 三浦真弓（看護婦）
- 神山繁（神経内科医師）
- 河野美地子（女子研究員）
- 末広真季子（児島洋子）
- 田山涼成（米屋）
- 林彰太郎（金子精一）
- 久米明（ビデオのナレーター）
- 成瀬正（セールスマン風の男）[3]

## 受賞
第9回日本アカデミー賞にて最優秀作品賞、最優秀脚本賞、最優秀主演男優賞を受賞。

## 影響
作品が高い評価を受け、興行的にも成功したことで、日本映画界に「老人問題」映画ブームが起きた。翌1986年に羽田澄子監督の『痴呆性老人の世界』と吉田喜重監督の『人間の約束』が公開されている。

## 映像ソフト化
- 2011年8月5日発売。